# La solita commedia - Inferno
La solita commedia - Inferno è un film comico italiano del 2015 diretto da Fabrizio Biggio, Francesco Mandelli e Martino Ferro.

## Trama
L'Inferno entra nel caos dal momento che la sua struttura non è più adatta ad accogliere le nuove tipologie di peccatori e Minosse non sa più a quale girone assegnarli. Lucifero perciò chiede aiuto a Dio, che decide di far tornare Dante Alighieri sulla Terra (e più precisamente in Italia) per catalogare i nuovi peccatori. Dante sceglierà come sua guida un ragazzo chiamato per l'appunto Demetrio Virgilio, il quale inizialmente crederà di essere preso in giro per via del suo cognome ma che alla fine, dopo essere stato convinto da Gesù, si deciderà ad aiutarlo venendo privato del suo pene fino a quando il lavoro di Dante non sarà concluso. La giornata infernale dei due protagonisti si articolerà così in sei gironi ("Il bar alle otto del mattino", "Il traffico nell'ora di punta", "Il supermercato", "La pubblicità invasiva", "Il condominio" e "La movida") ed incontreranno svariati personaggi rappresentanti i vizi e i difetti della società moderna.

## Produzione
Il film è stato prodotto dalla Wildside con il sostegno della Film Commission Torino Piemonte e girato a Torino nel luglio del 2014, con un costo di produzione complessivo di 3 milioni di euro.

## Distribuzione
Il film è stato distribuito dalla Warner Bros. Entertainment Italia in 400 copie nelle sale cinematografiche italiane a partire dal 19 marzo 2015.

## Accoglienza

### Incassi
Il film è stato ritenuto un flop, avendo incassato meno di 800.000 euro in tre settimane di distribuzione al cinema, un risultato inferiore alle aspettative e molto al di sotto di quello dei due precedenti film interpretati da Biggio e Mandelli, I soliti idioti - Il film e I 2 soliti idioti.